# لزهر العكرمي
لزهر العكرمي، من مواليد 6 مارس 1959 في قفصة ، هو صحفي و محام و سياسي تونسي . وهو الوزير المنتدب لدى وزير الداخلية ، المسؤول عن الإصلاحات من 1 جويلية إلى 24 ديسمبر 2011 ، في إطار حكومة الباجي قايد السبسي.

## السيرة الذاتية

### الدراسة
درس لزهر العكرمي في المدرسة الثانوية المختلطة قفصة وبعد ذلك في كلية الآداب في منوبة ، بين 1980 و 1981 ، و جامعة دمشق ( سوريا)، حيث حصل على درجة الاستاذية في القانون.

### حياته المهنية
أصبح صحفيا في 1984. بين 1992 و 1994 ،تقلد خطة الملحق الصحفي بوزارة العدل. مارس المحاماة منذ 1994.

### حياته السياسية
في أعقاب الثورة التونسية عام 2011 ، تم تعيين لزهر العكرمي في منصب وزير لدى وزير الداخلية (الحبيب الصيد) ، المكلف بالإصلاح في حكومة الباجي قايد السبسي.

### حياته الخاصة
متزوج وله ثلاثة أطفال.